# Festes de Sant Joan de Ciutadella
Les festes de Sant Joan són les festes majors històriques que se celebren a Ciutadella de Menorca, a les Illes Balears, durant els dies 23 i 24 de juny i el diumenge immediatament anterior, l'anomenat Dia des Be.
És una festa cívico-religiosa que té origen en l'obreria medieval constituïda a Sant Joan de Missa, una ermita rural a 6,0 Km de Ciutadella de Menorca. Aquesta distància i el caire rural són les principals raons per les quals el cavall i els cavallers tenen una importància cabdal en la celebració de les festes.
L´estructura de les festes és la més tradicional de Menorca, rememorant de forma fefaent els estaments que composaven una obreria medieval de forma pràcticament ininterrompuda des del segle XIV. Així la Junta de Caixers que vetlla pel bon funcionament de les festes està formada per un representant de la noblesa, que les presideix, el caixer senyor, un representat de l'església, el Caixer Capellà -també anomenat capellana-, el caixer casat o menestral, representant dels artesans, el caixer fadrí menestral o pagès segons el bienni, i els caixers pagesos.

## Història
Les festes han estat suspeses o ajornades 16 ocasions en que les festes de Sant Joan de Ciutadella han estat suspeses o ajornades, sent la primera entre 1654 i 1656 per l'epidèmia de pesta que va patir Menorca. i la darrera el 2021 per la Pandèmia de COVID-19, quan es va fer una celebració no oficial que va provocar brots de la infecció.

## Programa

### Dia Des Be (diumenge anterior)
A les 9.00 h es produeix el Primer toc de Fabiol (conegut a altres pobles com flabiol) al palau del Caixer Senyor i comença la sortida del be i la comitiva, formada per la Junta de Caixers. Al llarg del dia recorren els carrers del centre històric de Ciutadella, es visita l'Ajuntament, el palau episcopal, "Foc i Fum", l'Hospital Geriàtric, les entitats socials, les cases senyorials i les posades dels cavallers. El motiu és convidar-los a assistir a les festes el dia 23 i 24 de juny. Quan la Junta de Caixers i l'home des Be ja han fet totes les visites i el recorregut previst, té lloc la beguda de caixers a cal Caixer Casat. Després es fa l'acomiadament del caixer capellà i del caixer senyor. La jornada acaba entrada la nit.

### Dia 23
Conegut com "es dissabte de Sant Joan", la festa comença a les 14:00h amb el primer toc a cal Caixer Senyor (que cada bienni el canvien, igual que la resta de la junta), precedit d'es replec. Tot seguit fan "es caragol des Born". Després van a Sant Joan de missa, on se celebra una missa a l'ermita, i fan una beguda. Més tard, quan el sol ja s'ha post, els cavallers tornen cap a poble i fan "ses corregudes de ses voltes", i després el “caragol” de Santa Clara.

### Dia 24
El dia de Sant Joan, el fabioler va a demanar permís a cal Caixer Senyor per començar el replec, i, llavors, va a cercar la bandera a cal caixer casat, on l'havia deixada el vespre anterior. Quan ja estan tots reunits, comença el caragol de Santa Clara. Tot seguit, devallen al Pla, per fer "els jocs des pla" del matí. A continuació es repeteix el caragol de Santa Clara. Després els caixers van a "sa beguda de sa Capellana". El capvespre, van a demanar permís a l'ajuntament per realitzar "els jocs des pla" del vespre.

### Dia 25
El darrer dia, 25 de juny, per acabar les festes es tiren focs artificials que indiquen que la festa ja ha acabat. Normalment la gent es concentra a les roques del Passeig Marítim però es poden veure des de gairebé tot Ciutadella.

## Els Jocs des Pla
A Ciutadella, una de les tradicions més especials de les festes de Sant Joan són els Jocs d'es pla. Abans de començar amb els jocs del pla es fa el Jaleo. Els Jocs des Pla tenen lloc a partir de las 19:00 sense tenir en compte els possibles retards. És un dels actes més rellevants i esperats de les festes de Sant Joan de Ciutadella. Són una sèrie de jocs de provatures que tenen el seu origen en les justes i els torneigs medievals. Es duen a terme el dia de Sant Joan a la culàrsega del port de Ciutadella, en una esplanada coneguda amb el nom des Pla. Se’n fan dues tandes: una al matí, en la qual es fa un assaig d'algunes de les proves, i l'altra al capvespre, quan ja es fan les proves pròpiament dites.
Els jocs d'es pla consisteixen a córrer l'ensortilla, córrer abraçats i trencar les carotes. Aquestes últimes són escuts de fusta on un cavaller porta la carota al galop mentre l'altre que corre al costat l'ha de rompre amb una vidriola de fang. Aquestes curses solen ser les més perilloses dels jocs d'es pla, ja que els joves lluiten per agafar un tros de carotes. Això s'hauria de respectar, ja que agafar un tros de carota és una tradició dels ciutadellencs on tenen un valor molt important per Ciutadella. Cada any es pinten vuit carotes però només se'n trenquen sis, ja que una se la queda el Caixer Senyor i l'altra l'Ajuntament. Quan els cavallers corren abraçats al galop, s'han d'intentar donar una besada, cosa que fa una cursa més bella i més tendra. Però un dels jocs d'es pla també més importants és l'ensortilla. On els cavallers han d'encertar amb la llança a una petita anella que penja. Si l'encerta la banda de música toca una cançó tradicional de Sant Joan i quan han corregut tots els caixers per córrer l'ensortilla es fa entrega d'una canya i una cullera de plata als qui l'han encertada. Una de les particularitats més curioses de la festa és la representació dels diferents estaments socials de la societat de l'època. El Caixer Senyor representa la noblesa, el Caixer Capellà representa el clergat, els Caixers Pagesos representen als pagesos i els Caixers Menestrals representen els artesans.

### Ensortilla
Va començar amb una dona que tirava un anell en terra i els cavallers l'havien d'agafar amb una asta. Consisteix en que un cavaller va amb una asta (espècie de llança) qualcant amb el cavall i va cap a l'ensortilla (una espècie d'anella) que penja d'un cable, i ha d'endevinar l'asta dins la anella. Si fan l'ensortilla sona la banda, la gent balla i els que volen agafar l'anella la col·loquen. Si fan caure l'anella també la tornen a col·locar. Els cavallers que l'han encertada tornen amb l'asta cap avall i els que no, amb l'asta per amunt. En acabar les tres rondes els donen una cullereta de plata als que l'han aconseguida.

### Carotes
Aquests jocs es practiquen després de l'ensortilla. Tracta de dos cavallers que galopen junts un al costat de l'altre, en paral·lel. Alhora un d'ells sostén la carota (una mena d'escut de fusta ovalat que duu una caricatura sobre un fons blanc, el dibuix és d'algun personatge de Ciutadella o extret d'alguna llegenda popular i l'altra cara té una ansa perquè el cavaller la pugui subjectar). L'altre cavaller l'intenta rompre amb una lladriola, un petit gerret de fang vermell de secció circular i boca petita. S'elabora manualment i antigament es solia dur l'escut familiar gravat a la superfície. El cavaller que porta la carota l'intenta tirar lluny quan es rompi, ja que la gent s'abalançarà de forma brutal sobre les restes que caiguin a terra, per intentar aconseguir un bocí d'aquest gran trofeu. Es subjecta ficant els dits per l'obertura o bé agafant-lo amb tota la mà i amb el qual ha d'intentar rompre la carota. Aquest joc només es fa a la tanda del capvespre.

### Córrer Abraçats
Tot seguit de les carotes arriba l'hora de córrer abraçats. Aquest joc normalment el fan dos cavallers emparentats (pare i fill, germans i cosins…). Consisteix en sortir els dos cavallers junts al galop, amb l'objectiu d'aconseguir abraçar-se i petonejar-se a la galta, mentre la gent aplaudeix.
Antigament els jocs que es realitzaven amb parelles, en lloc de sortir junts des del mateix punt, es posaven a un a cada banda del Pla un en contra de l'altre. Però aquesta pràctica es va suspendre el 1818 a causa d'un accident que va  provocà la mort d'un dels dos genets. Actualment es posa un carreró de seguretat, per poder evitar accidents. Es tracta de gent voluntària i participants de sa creu roja, que es posen en filera creant una carreró d'uns 4m. Aquesta gent es distingeix dels altres amb uns guardapits o camisetes florescents de color groc. En acabar de córrer abraçats s'inicia el jaleo amb l'acompanyament de la banda de música de Ciutadella, mentrestant els cavalls van fent voltes; exactament dues. Al davant dels cavallers hi ha el fabioler anomenat: Sebastià seguit d'es caixer fadrí, el caixer casat, els dos cavallers pagesos i la resta de cavallers de menor a major edat, acabant amb el caixer senyor i la capellana. Quan ja han acabat, tornen a fer es caragols de ses voltes i de Santa Clara. Van a deixar es Caixer Senyor, i tot seguit es realitza es darrer toc, on s'acaba sa festa.
L'ambient santjoanenc comença el vespre anterior del dia des be quan s'exposa el be a la cotxera del caixer pagès. La cotxera està oberta bona part de la nit i gairebé tot Ciutadella el va a visitar. Sobretot, els fillets i filletes ciutadellencs són els primers a anar allà. Encara que oficialment les festes de Sant Joan comencen amb el primer toc a cal caixer senyor a les 9h, el be i la junta de caixers menys el caixer senyor i la capellana surten a les 8h de cal caixer pagès.